# C/2022 E3
C/2022 E3 eller C/2022 E3 (ZTF) är en icke-periodisk komet som upptäcktes den 2 mars 2022 av Zwicky Transient Facility.
Den 12 januari 2023 passerade den sitt perihelium, vilket beräknades till 1,11 AU. Kometen beräknas göra ett varv runt solen på ungefär 50 000 år.
Den 1 februari 2023 passera den jorden på ett avstånd av  0,28 AU. Under några dagar kring månadsskiftet mellan januari och februari 2023 kommer den vara synlig för blotta ögat, i närheten av stjärnbilden Lilla björn. Kometens svans är grön.

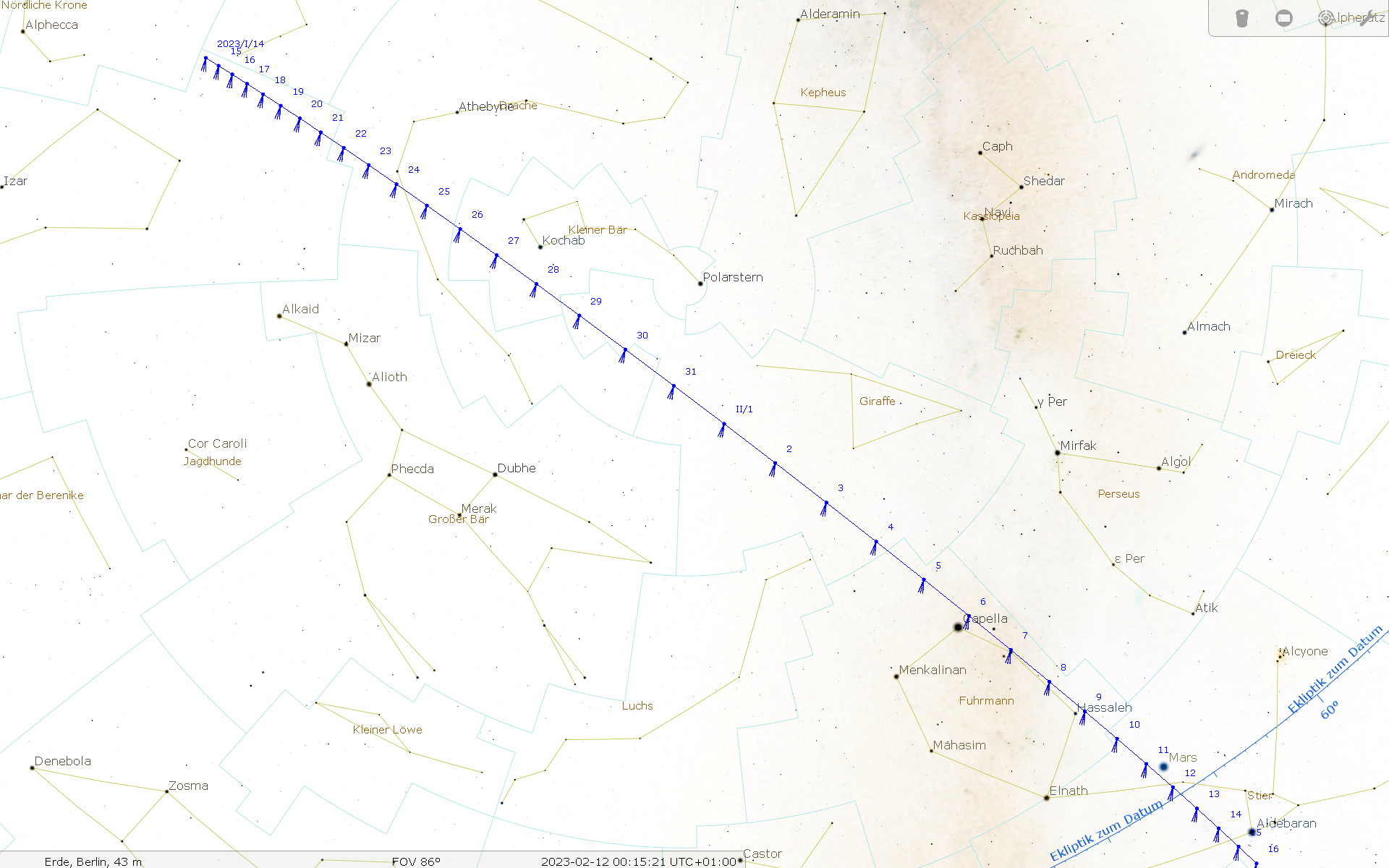
Kometens bana över himlen

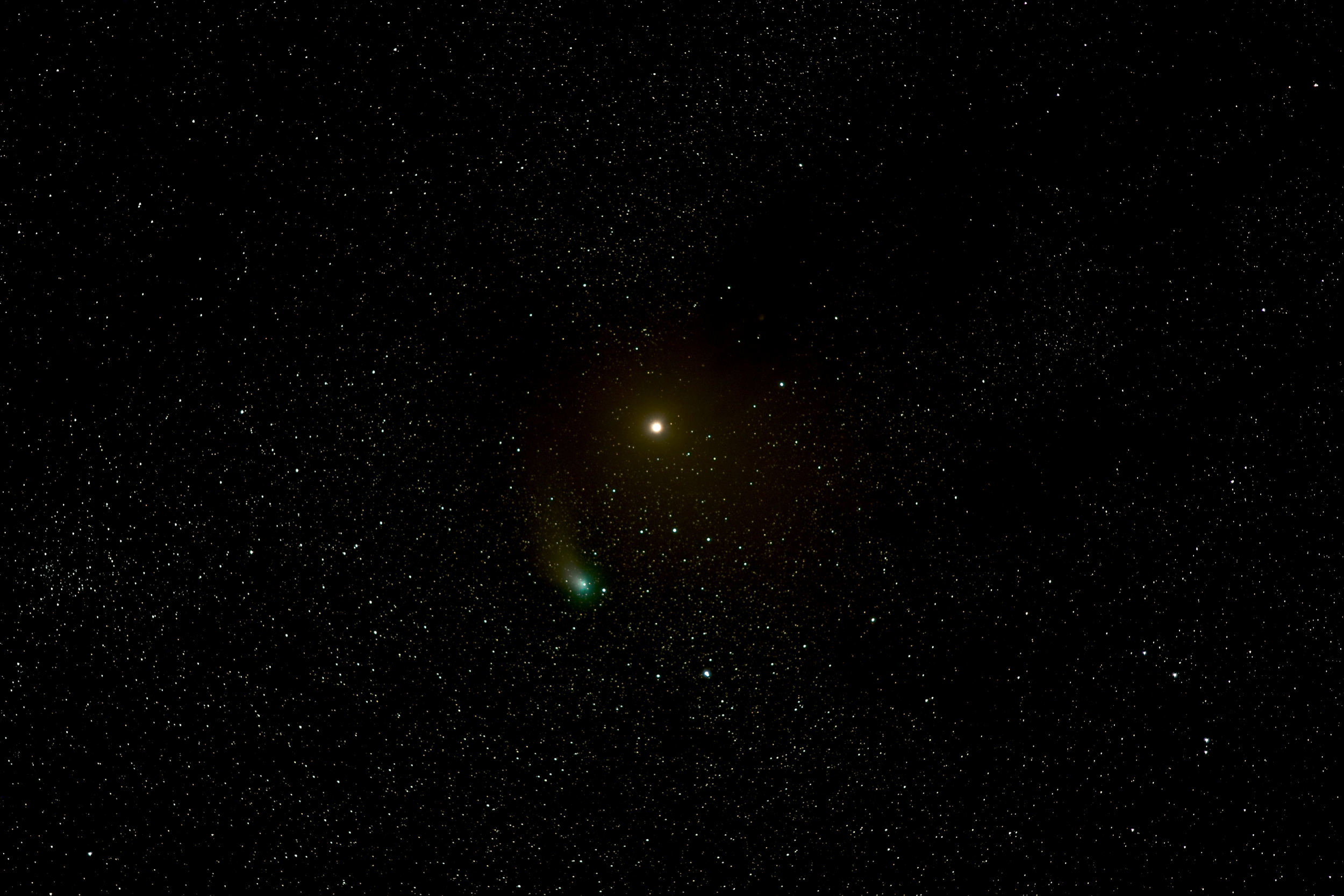
Lör 11 februari 2023 (Centrala Schweiz) : Kometen C/2022 E3 (ZTF) under Mars @ 200 mm - med många mörka nebulosor